# Procés Solvay

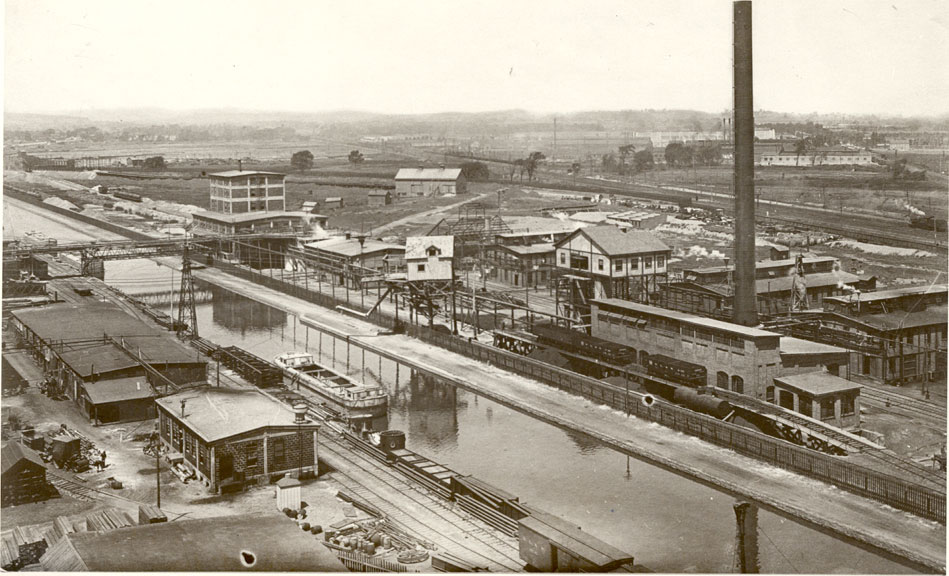
Planta de Solvay a Nova York, EUA. Tancada el 1986.

El procés de Solvay és un procediment químic utilitzat per fabricar carbonat de sodi a escala industrial.
Va ser descobert per Schloesing que no va poder donar-li una aplicació industrial i després va ser estudiat per l'industrial i filantrop belga Ernest Solvay, de qui pren el nom.

## Procés químic

Reaccions químiques en el procés de Solvay (verd = reactiu, negre = intermedi de reacció, vermell = producte)

Quan es fa passar amoníac i diòxid de carboni (tots dos en estat gasós) per una solució saturada de clorur de sodi es forma hidrogencarbonat de sodi i clorur d'amoni (tots dos solubles en aigua):
NaCl + NH₃ + CO₂ + H₂O --> NaHCO₃ + NH₄Cl
L'hidrogencarbonat de sodi se separa de la solució per filtració i es transforma en carbonat de sodi per calcinació:
2 NaHCO₃ --> Na₂CO₃ + H₂O + CO₂
El clorur d'amoni obtingut es fa reaccionar amb hidròxid de calci i es recupera amoníac: 
2 NH₄Cl + Ca(OH)₂ --> 2 NH₃ + 2 H₂O + CaCl₂
L'òxid de calci es produeix en la mateixa fàbrica per calcinació de carbonat de calci i així es produeix el diòxid de carboni necessari en la primera reacció:
CaCO₃ --> CaO + CO₂
Es consumeixen gran quantitats de carbonat de sodi en la fabricació de sabons, pols de saó, vidre i depuradores d'aigües dures.